# Ђуро Радосавовић
Ђуро Радосавовић (Титоград, 24. март 1986) црногорски је књижевник и колумниста.

## Биографија
Завршио је студије енглеског и француског језика на Институту за стране језике у Подгорици.
Такође је аутор кратких филмова, а један његов филм приказан је на Канском филмском фестивалу. Пише колумну за Вијести.
Живи и ради у Београду.

## Дела
- Будва, багра и блуд - роман (2011, Чаробна књига)[4]
- Црногорски роман (2015, Самиздат Б92)[5]